# Gurelca mulleri
Gurelca mulleri är en fjärilsart som beskrevs av Clark 1923. Gurelca mulleri ingår i släktet Gurelca och familjen svärmare. Inga underarter finns listade i Catalogue of Life.